# Nélida Romero
Nélida Romero (ur. 17 stycznia 1926 w Lanús, zm. 14 stycznia 2015 w Buenos Aires) – argentyńska aktorka.

## Kariera aktorska (wybrana)

### Film
- Las tres ratas (1946)
- El retrato (1947)
- Cita en las estrellas (1949)
- Cuando besa mi marido (1950)
- Arroz con leche (1950)
- El heroico Bonifacio (1951)
- El honorable inquilino  (1951)
- Payaso (1952)
- Los ojos llenos de amor (1954)
- Mi marido y mi novio (1955)
- Las campanas de Teresa (1957)
- Una jaula no tiene secretos (1962)
- La virgen gaucha (1987)
- Quién está matando a los gorriones? (2000)

### Telenowele
- El hogar de Nélida (1961)
- Una vida para amarte (1970)
- Una luz en la ciudad (1971)
- Como en el teatro (1982)
- Marina de noche (1985)